# 長沢町 (豊川市)
長沢町（ながさわちょう）は、愛知県豊川市の地名。

## 地理

### 河川・池沼
- 音羽川

### 字一覧
- 石塚（いしづか）
- 石原（いしはら）
- 後山（うしろやま）
- 午新（うましん）
- 大榎（おおえのき）
- 岡田（おかだ）
- 岡前（おかまえ）
- 御城山（おしろやま）
- 音羽（おとわ）
- 貝田倉（かいたぐら）
- 欠田（かけた）
- 金山（かなやま）
- 上市（かみいち）
- 上谷下（かみやげ）
- 雁又（かりまた）
- 木ノ田（きのた）
- 京ヶ峰（きょうがみね）
- 栗原（くりはら）
- 鴻巣（こうのす）
- 小佐町（こざまち）
- 小沢（こざわ）
- 古城（こじょう）
- 小土井（こどい）
- 五反田（ごたんだ）
- 佐田地（さでんじ）
- 沢尻（さわじり）
- 三本尻（さんぼんじり）
- 下市（しもいち）
- 下谷下（しもやげ）
- 神田（じんでん）
- 関屋（せきや）
- 高樋（たかとい）
- 大覚（だいかく）
- 天ヶ峰（てんがみね）
- デンス（でんす）
- 流田（ながれだ）
- 梨ヶ沢（なしがさわ）
- 西切山（にしきりやま）
- 西千束（にしせんぞく）
- ハシカ（はしか）
- 八王子（はちおうじ）
- 番場（ばんば）
- 東霧山（ひがしきりやま）
- 東千束（ひがしせんぞく）
- 日焼（ひやけ）
- 平地（ひらち）
- 毘沙門山（びしゃもんやま）
- 三ッ田（みつだ）
- 明ヶ沢（みょうがさわ）
- 向谷（もかいだに）
- 向屋敷（むかいやしき）
- 矢倉下（やぐらした）
- 山口（やまぐち）
- 山崎（やまざき）
- 山之田（やまのた）

### 交通
- 東名高速道路音羽蒲郡インターチェンジ
- 国道1号
- 愛知県道73号長沢蒲郡線
- 愛知県道374号長沢国府線
- 三河湾スカイライン
- 名鉄名古屋本線名電長沢駅

### 施設
- 五井山電波塔
- 岩略寺城跡
- 八王子神社
- 登屋ヶ根城跡
- 赤石神社
- NTT西日本京ヶ峰無線中継所
- 正寿院光用寺
- 誓林寺
- 巓神社
- 児子社
- グリーンヒル中公園
- グリーンヒル北公園
- グリーンヒル東公園
- 芭蕉稲荷天神大明神

## 歴史

### 地名の由来
音羽川上流の沢が多くある地域の為とされている。元々この地域は乙葉村と呼ばれていて、これは音羽川の旧名「乙葉川」に由来しており、豊川市合併前の「音羽町」に残っている。現在も音羽という名の小字名が存在する。

### 沿革
- 1955年（昭和30年）4月1日 - 宝飯郡長沢村、同郡赤坂町、同郡萩村の合併で宝飯郡音羽町大字長沢となる。
- 2008年（平成20年）1月15日 - 豊川市との合併により豊川市長沢町となる[WEB 6]。

### 人口の変遷
国勢調査による人口および世帯数の推移。
| 1995年（平成7年）  | 481世帯 1760人 |  |
| 2000年（平成12年） | 600世帯 2087人 |  |
| 2005年（平成17年） | 788世帯 2644人 |  |
| 2010年（平成22年） | 844世帯 2750人 |  |
| 2015年（平成27年） | 835世帯 2612人 |  |
| 2020年（令和2年）  | 871世帯 2571人 |  |

### WEB
1. ↑  “愛知県豊川市の町丁・字一覧”.   人口統計ラボ. 2024年5月1日閲覧。
2. 1 2  総務省統計局 (2022年2月10日). “令和2年国勢調査の調査結果(e-Stat) - 男女別人口，外国人人口及び世帯数－町丁・字等” (CSV). 2023年8月2日閲覧。
3. ↑  “読み仮名データの促音・拗音を小書きで表記するもの(zip形式) 愛知県” (zip).   日本郵便 (2024年2月29日). 2024年3月26日閲覧。
4. ↑  “市外局番の一覧” (PDF).   総務省 (2022年3月1日). 2022年3月22日閲覧。
5. ↑  “ナンバープレートについて”.   一般社団法人愛知県自動車会議所. 2024年1月21日閲覧。
6. ↑  “愛知県豊川市の郵便番号一覧”.   日本郵便. 2024年5月2日閲覧。
7. ↑  総務省統計局 (2014年3月28日). “平成7年国勢調査の調査結果(e-Stat) - 男女別人口及び世帯数 －町丁・字等” (CSV). 2021年7月20日閲覧。
8. ↑  総務省統計局 (2014年5月30日). “平成12年国勢調査の調査結果(e-Stat) - 男女別人口及び世帯数 －町丁・字等” (CSV). 2021年7月20日閲覧。
9. ↑  総務省統計局 (2014年6月27日). “平成17年国勢調査の調査結果(e-Stat) - 男女別人口及び世帯数 －町丁・字等” (CSV). 2021年7月21日閲覧。
10. ↑  総務省統計局 (2012年1月20日). “平成22年国勢調査の調査結果(e-Stat) - 男女別人口及び世帯数 －町丁・字等” (CSV). 2021年7月21日閲覧。
11. ↑  総務省統計局 (2017年1月27日). “平成27年国勢調査の調査結果(e-Stat) - 男女別人口及び世帯数 －町丁・字等” (CSV). 2021年7月21日閲覧。